# Sopot Festival 1961
Sopot Festival 1961 – 1. edycja festiwalu muzycznego odbywającego się w Sopocie. Festiwal został zorganizowany 25–27 sierpnia 1961 roku w Hali Stoczni Gdańskiej w Gdańsku. Pomysłodawcą konkursu był ówczesny dyrektor działu muzyki rozrywkowej Polskiego Radia – Władysław Szpilman, który współorganizował koncerty wraz z Szymonem Zakrzewskim z Polskiej Agencji Artystycznej Pagart.
Konkurs, który prowadzili Irena Dziedzic, Zofia Słaboszewska, Lucjan Kydryński i Mieczysław Voit, wygrał reprezentant Szwajcarii Jo Roland z utworem „Nous deux”, za który otrzymał łącznie 84 punkty.

## Przebieg konkursu
Festiwal odbył się od 25 do 27 sierpnia i został podzielony na trzy dni koncertowe. Pierwszego dnia rozegrano konkurs dla polskich wykonawców, drugiego – konkurs dla międzynarodowych artystów, a trzeciego zostały ogłoszone wyniki i odbył się koncert galowy Piosenka nie zna granic. Podczas wszystkich trzech koncertów zagrały dwie orkiestry Polskiego Radia: Mała Symfoniczna pod dyrekcją Stefana Rachonia oraz Taneczna pod dyrekcją Edwarda Czernego.

### Dzień polski
Pierwszy dzień festiwalu odbył się 25 sierpnia 1961, wystąpiło wówczas dziesięciu polskich wykonawców. Wyróżnienie otrzymali zdobywcy pierwszych trzech miejsc, a nagrody przyznano w kategoriach Nagroda za dzieło i Nagroda za interpretację. Nagrodę w obu kategoriach zdobyła Irena Santor za utwór „Embarras” autorstwa Jerzego Wasowskiego i Jeremiego Przybory. Koncert poprowadzili Irena Dziedzic i Mieczysław Voit.
| Lp. | Język  | Wykonawca            | Tytuł                   | Miejsce | Punkty |
| --- | ------ | -------------------- | ----------------------- | ------- | ------ |
| 1   | polski | Regina Bielska       | „Rozstanie z morzem”    | 8       | 25     |
| 2   | polski | Wiesława Drojecka    | „Spacer brzegiem morza” | 9       | 24     |
| 3   | polski | Ludmiła Jakubczak    | „Wakacje z deszczem”    | 4       | 56     |
| 4   | polski | Jerzy Połomski       | „Woziwoda”              | 2       | 80     |
| 5   | polski | Sława Przybylska     | „Kuglarze”              | 3       | 64     |
| 6   | polski | Hanna Rek            | „Mój pierwszy bal”      | 10      | 18     |
| 7   | polski | Rena Rolska          | „Złoty pierścionek”     | 5       | 35     |
| 8   | polski | Irena Santor         | „Embarras”              | 1       | 96     |
| 9   | polski | Violetta Villas      | „Si señor”              | 6       | 34     |
| 10  | polski | Tadeusz Woźniakowski | „Ty jeszcze nie wiesz”  | 7       | 32     |

### Dzień międzynarodowy i koncert galowy
Drugi dzień festiwalu odbył się 26 sierpnia 1961, wystąpili wówczas reprezentanci 17 krajów. Wyróżnienie otrzymali zdobywcy pierwszych trzech miejsc, a nagrody przyznano w kategoriach Nagroda za dzieło i Nagroda za interpretację. W pierwszej kategorii nagrodę otrzymał reprezentant Szwajcarii – Jo Roland za utwór „Nous deux”, natomiast w drugiej – reprezentantka Danii, Birthe Wilke. Koncert konkursowy poprowadzili Zofia Słaboszowska i Lucjan Kydryński, który następnego dnia poprowadził także koncert galowy z Ireną Dziedzic.
| Lp. | Kraj            | Język             | Wykonawca       | Tytuł                          | Miejsce | Punkty |
| --- | --------------- | ----------------- | --------------- | ------------------------------ | ------- | ------ |
| 1   | RFN             | niemiecki         | Ralph Bendix    | „Nimm mich bitte mit”          | 4       | 44     |
| 2   | Włochy          | włoski            | Silvano Bettazi | „E buio”                       | 13      | 5      |
| 3   | Węgry           | węgierski         | János Breitner  | „Almodozas”                    | 8       | 21     |
| 4   | Norwegia        | norweski          | Nora Brockstedt | „Sommer i palma”               | 2       | 68     |
| 5   | Meksyk          | hiszpański        | Helia Casanovas | „El arreo”                     | 14      | 4      |
| 6   | Francja         | francuski         | Nadine Claire   | „Mon menage a moi”             | 11      | 12     |
| 7   | Grecja          | grecki            | Zoe Couroucli   | „O kapetanios o polios”        | 10      | 13     |
| 8   | Wielka Brytania | angielski         | Pauline Darrol  | „Some Day My Heart Will Awake” | 11      | 12     |
| 9   | Szwecja         | szwedzki          | Inger Lindblath | „Sommarnat”                    | 12      | 9      |
| 10  | Finlandia       | fiński            | Ritua Mustonen  | „Jossain meren rannalla”       | 11      | 12     |
| 11  | Jugosławia      | serbsko-chorwacki | Olga Nikolić    | „Itsi, bitsi, petit bikini”    | 9       | 19     |
| 12  | Rumunia         | rumuński          | Nicolae Nițescu | „Un cîntec de dragoste”        | 7       | 22     |
| 13  | Austria         | niemiecki         | Fred Perry      | „Du bist überall”              | 5       | 29     |
| 14  | Czechosłowacja  | czeski            | Jiří Přichystal | „Stara reka”                   | 6       | 27     |
| 15  | Szwajcaria      | francuski         | Jo Roland       | „Nous deux”                    | 1       | 84     |
| 16  | NRD             | niemiecki         | Barbel Wachholz | „Damals”                       | 3       | 63     |
| 17  | Dania           | duński            | Birthe Wilke    | „Jamaica”                      | 9       | 19     |

## Jury
Sędziowie przyznali nagrody w dwóch kategoriach Nagroda za dzieło i Nagroda za interpretację. W skład międzynarodowej komisji jurorskiej oceniającej występy w półfinale i finale widowiska weszli:
- Finlandia: Jaako Borg
- Polska: Bronisław Brok, Wojciech Matlakiewicz, Władysław Szpilman i Walery Jastrzębiec
- Czechosłowacja: Karel Berman
- Szwajcaria: Louis Rey (przewodniczący)
- Bułgaria: Jarda Kondałow
- NRD: Karl Heinz Wenzel
- RFN: Günter Krenz
- Jugosławia: Davorin Županič

## Tabela wyników
|                                                            |                 | Głosy w finale |                |           |    |    |    |    |    |    |
| Punkty                                                     | Szwajcaria      |                | Czechosłowacja | Finlandia |    |    |    |    |    |    |
| Uczestnicy konkursu                                        | RFN             | 44             | 5              | 7         | 7  | 5  | 7  | –  | 12 | 1  |
| Uczestnicy konkursu                                        | Włochy          | 5              | –              | –         | 2  | –  | –  | 3  | –  | –  |
| Uczestnicy konkursu                                        | Węgry           | 21             | 3              | 3         | 6  | –  | 4  | –  | –  | 5  |
| Uczestnicy konkursu                                        | Norwegia        | 68             | 8              | 10        | 8  | 8  | 8  | 10 | 8  | 8  |
| Uczestnicy konkursu                                        | Meksyk          | 4              | –              | –         | –  | –  | 3  | 1  | –  | –  |
| Uczestnicy konkursu                                        | Francja         | 12             | 10             | 2         | –  | –  | –  | –  | –  | –  |
| Uczestnicy konkursu                                        | Grecja          | 13             | –              | –         | –  | 2  | 1  | 5  | 2  | 3  |
| Uczestnicy konkursu                                        | Wielka Brytania | 12             | 2              | 1         | 1  | 1  | 2  | 2  | 1  | 2  |
| Uczestnicy konkursu                                        | Szwecja         | 9              | 1              | –         | –  | 4  | –  | –  | 4  | –  |
| Uczestnicy konkursu                                        | Finlandia       | 12             | –              | –         | –  | 12 | –  | –  | –  | –  |
| Uczestnicy konkursu                                        | Jugosławia      | 19             | –              | –         | –  | –  | –  | 7  | –  | 12 |
| Uczestnicy konkursu                                        | Rumunia         | 22             | –              | 4         | –  | 3  | –  | 6  | 3  | 6  |
| Uczestnicy konkursu                                        | Austria         | 29             | 4              | –         | 5  | –  | 6  | 4  | 6  | 4  |
| Uczestnicy konkursu                                        | Czechosłowacja  | 27             | –              | 5         | 12 | –  | 5  | –  | 5  | –  |
| Uczestnicy konkursu                                        | Szwajcaria      | 84             | 12             | 12        | 10 | 8  | 10 | 12 | 10 | 10 |
| Uczestnicy konkursu                                        | NRD             | 63             | 7              | 8         | 7  | 7  | 12 | 8  | 7  | 7  |
| Uczestnicy konkursu                                        | Dania           | 19             | 6              | –         | 4  | 6  | –  | –  | 3  | –  |
| Kraje w tabeli są uporządkowane w kolejności występowania. |                 |                |                |           |    |    |    |    |    |    |